# Orale fase
De orale fase is, volgens Freud, de eerste fase in de psychoseksuele ontwikkeling en heeft betrekking op de eerste 21 maanden van het leven. In Freuds theorie vormt deze fase de eerste relatie tussen een kind en zijn of haar moeder. De duur van de fase kan verschillen per cultuur; in sommige culturen is het normaal voor een kind om een aantal jaar borstvoeding te krijgen en in andere culturen is dit veel korter. Sommige stammen in Afrika en het zuiden van de Grote Oceaan zien de maag als de zetel van de emoties, en bij deze stammen is deze fase dus bijzonder belangrijk.
De focus van bevrediging ligt bij deze fase bij de mond. Genoegen wordt gehaald uit borstvoeding en het verkennen van de omgeving (nieuwe voorwerpen in de mond doen).
In dit stadium is het Es dominant, omdat het Ich (ego) noch het Über-ich (superego) volledig gevormd zijn. De baby heeft dus nog geen besef van zichzelf en alle acties zijn gebaseerd op het lustprincipe. Het Ich is echter in ontwikkeling in deze eerste fase. Er zijn twee factoren die bijdragen aan de ontwikkeling van het Ich. Ten eerste ontwikkelt zich het zelfbeeld, wat betekent dat het kind erkent dat het lichaam verschillend is van de buitenwereld. Het kind begint bijvoorbeeld te begrijpen dat het alleen pijn voelt wanneer er kracht wordt uitgeoefend op het lichaam. Door de identificatie met de grenzen van het lichaam begint het kind een gevoel van ego (Ich) te ontwikkelen. Het Ich wordt ook toegeschreven aan een tweede factor: ervaringen waarin bevrediging wordt uitgesteld. Deze ervaringen leiden tot het begrip dat specifiek gedrag bepaalde behoeften bevredigt. Het kind beseft geleidelijk aan dat bevrediging niet altijd rechtstreeks plaatsvindt, en dat hij of zij bepaald gedrag moet vertonen om acties voort te brengen die leiden tot bevrediging van een behoefte.
De belangrijkste ervaring in dit stadium is het spenen, waarin het kind veel intiem contact met de moeder verliest. Dit leidt tot het eerste gevoel van verlies bij het kind. Spenen draagt ook bij aan het zelfbewustzijn, omdat het kind leert dat het niet alles in de hand heeft, maar ook dat bevrediging niet altijd onmiddellijk komt.
De bevrediging van behoeften, in dit stadium, leidt tot de vorming van onafhankelijkheid (de baby krijgt een helder idee over de eigen grenzen en heeft zijn of haar Ich gevormd), en vertrouwen (de baby heeft geleerd dat bepaald gedrag leidt tot bevrediging van behoeften). Aan de andere kant kan fixatie leiden tot passiviteit, goedgelovigheid, onvolwassenheid en onrealistisch optimisme, en ook tot de vorming van een algemene manipulatieve persoonlijkheid door het niet correct vormen van het Ich. Dit kan komen door aan de ene kant te weinig, of aan de andere kant te veel bevrediging. Bij te veel bevrediging leert het kind niet dat het niet alles in de hand heeft en ook niet dat bevrediging niet altijd onmiddellijk komt, waardoor een onvolwassen persoonlijkheid kan ontstaan. Aan de andere kant kan het zijn dat er onvoldoende aan de bevrediging is voldaan, en kan het kind passief worden, omdat hij of zij geleerd heeft dat of hij of zij nu wel of niet bepaald gedrag vertoont, bevrediging sowieso niet het resultaat is.

## Gerelateerde onderwerpen
- Psychoanalyse
- Psychologie